# Hajszabarnai Pénz-lik
A Hajszabarnai Pénz-lik Magyarország fokozottan védett barlangjai közül az egyik, dolomitban kialakult barlang. A Balaton-felvidéki Nemzeti Parkban helyezkedik el. Turista útikalauzokban is ismertetve van.

## Leírás
A Hajszabarna nevű hegy ÉK-i sziklás oldalában, a tetőrégióban nyílik. Az Országos Kéktúra kék sáv jelzésű turistaútjáról leágazó kék barlang (kék Ω) jelzésű ösvény vezet hozzá. Denevérek átjárását lehetővé tevő vasráccsal lezárt bejáratánál a barlangot bemutató információs táblát helyeztek el.
Felső triász fődolomitban jött létre. Felszínről lefolyó vizek kőzetet oldó hatására alakult ki hasadékok mentén és sok cseppkőképződmény, valamint nagy méretű borsókő is látható benne. A Bakonyban található négy legnépesebb téli denevérszállás egyike. 17 denevérfajt figyeltek meg itt. 13 denevérfaj, amelyek közül 6 faj fokozottan védett, tölti itt téli nyugalmi időszakát. Régen nagy egyedszámú szülőkolónia lakta, de jelenleg inkább csak párzóhelyként használják, de fontos nyári és átmeneti szállás is. Bejárásához a Balaton-felvidéki Nemzeti Park Igazgatóság engedélye szükséges. A denevérek téli nyugalmi időszakában nem szabad látogatni.
A barlang megóvása miatt és élővilágának védelme érdekében a barlangban és előterében tilos a tűzrakás és szemetelés. A Bakony képződményekben egyik leggazdagabb barlangja és fokozottan védett barlanggá nyilvánításában ennek nagy szerepe volt, de elsősorban denevérállományának nagysága és fajgazdagsága indokolta ezt a védettségi fokozatot. Régészeti védettség alatt is áll.
Előfordul irodalmában Hajszabarna-barlang (Ilon 1995), Hajszabarnai-barlang (Bertalan 1962), Hajszabarnai Pénzlik (Bertalan 1938), Hajszabarnai-Pénz-luk (Bertalan, Schőnviszky 1973–1974), Hajszabarnai Pénz-lyuk (Juhász, Takácsné 1990), Hajszabarnai sziklaüreg (Kadić 1952), Nagy Pénz-lik (Eszterhás 1984), Pénz-lik (Eszterhás 1983), Pénzlik (Darnay-Dornyay 1955), Pénzlik-barlang (Ilosvay, Szitta 1980), Pénzluk (Bertalan, Szokolszky 1935), Pénzluk barlang (Darnay-Dornyay 1955), Pénz-lyuk (Eszterhás 1984), Pénzlyuk (Bertalan 1962), Pénzlyuk-barlang (Ilon 1995), Sobri-barlang (Kordos 1984) és Sobri Jóska barlangja (Bertalan 1962) neveken is.

## Kutatástörténet
1870-ben Koch Antal írta le a barlang bejárását részletesen, de a barlangnak ekkor nem tüntette fel nevét. Koch Antalt és helyiekből szerveződött segítőit a helyi erdész vezette el az üreghez. Átvizsgálása után megállapította, hogy kisebb az üreg, mint amilyet elképzelt. 1935-ben Jaskó Sándor említette meg nyomtatásban a Hajszabarnai Pénz-likat. 1937-ben Bertalan Károly elkészítette a 35 m hosszú és 9,5 m mély barlang térképét. 1938-ban jelent meg a barlang sok mindenre kiterjedő leírása, amelyet Bertalan Károly írt.
Az 1955-ben kiadott Bakony útikalauzban részletesen le van írva. 1960-ban iharkúti fiatalok kutatták. Az 1962-ben megjelent, A barlangok világa című könyv, amelynek a barlangról szóló részét Bertalan Károly írta, szerint hossza és mélysége akkora, mint az 1938-ban kiadott ismertetésben és denevérek tanyáznak benne. A Karszt és Barlang című folyóirat 1966. évi 2. számában megjelent, dolomitbarlangok cseppköveinek vizsgálatáról szóló tanulmányban arról lehet olvasni, hogy két elemzett minta innen származott.
A Bertalan Károly és Schőnviszky László által összeállított, 1976-ban megjelent Magyar barlangtani bibliográfia barlangnévmutatójában meg van említve a Bakonyban lévő barlang Hajszabarnai-Pénz-luk néven. A barlangnévmutatóban meg van említve 2 irodalmi mű, amelyek foglalkoznak a barlanggal. Az 1984-ben napvilágot látott, Magyarország barlangjai című könyv országos barlanglistájában szerepel a barlang Hajszabarnai-barlang néven Pénzlyuk és Sobri-barlang névváltozatokkal. A listához kapcsolódóan látható az Északi-Bakony barlangjainak földrajzi elhelyezkedését bemutató 1:500 000-es méretarányú térképen a barlang földrajzi elhelyezkedése. Az 1984-ben kiadott, Lista a Bakony barlangjairól című összeállítás szerint a Pápai-Bakonyban, a 4412-es barlangkataszteri területen, Iharkúton elhelyezkedő Hajszabarnai-barlang további nevei Pénz-lyuk, Nagy Pénz-lik és Sobri Jóska barlangja. A karsztos barlang 35 m hosszú és 10 m mély.

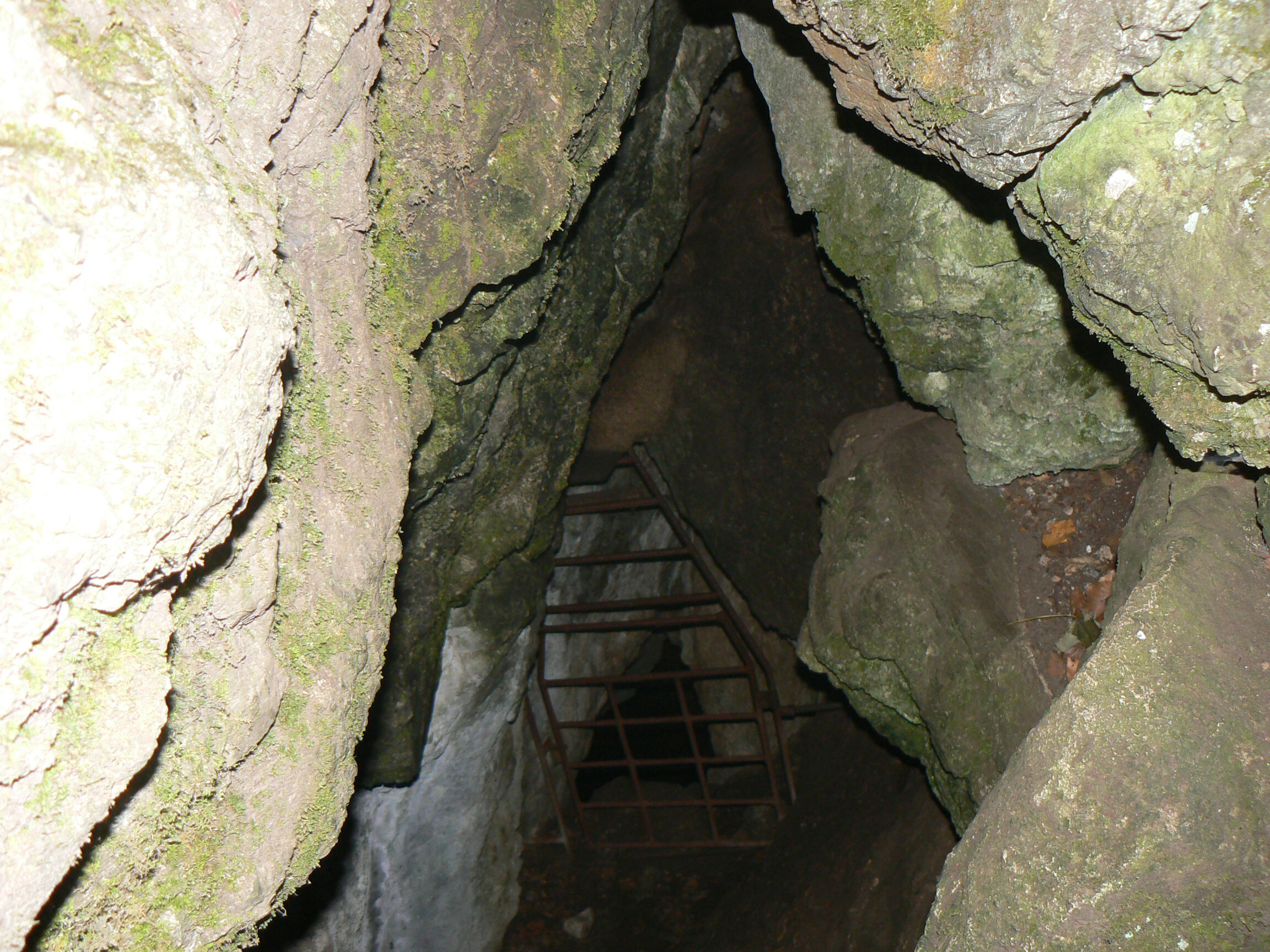
A Hajszabarnai Pénz-lik bejárati része

1990-ben a Bakony Barlangkutató Egyesület vizsgálta át a barlangot a barlang országos barlangkataszterbe kerülése miatt. Ekkor az egyesület tagjai leírták a barlangot, amelyet víznyelőbarlangnak gondoltak, és elkészítették a barlang alaprajz térképét, hosszmetszet térképét és három keresztszelvény térképét. A felmérés alapján a barlang 86 m hosszú és 10,5 m mély. 1990-ben az Acheron Barlangkutató Szakosztály is átvizsgálta a barlangot, hogy elkészítse a barlang dokumentációját, illetve továbbjutási lehetőségek keresése miatt. Ekkor a szakosztály tagjai a Hajszabarnai Pénz-likat felmérték, mérték a páratartalmat és a szén-dioxid tartalmat, valamint paleontológiai és biológiai megfigyeléseket végeztek az üregben. Megszerkesztették a barlang alaprajz térképét és vetített hosszmetszet térképét. A szakosztály által készített felmérés alapján a barlang hossza 85 m, függőleges kiterjedése 17 m, mélysége 12 m és magassága 5 m.
1991-ben a Bakony Barlangkutató Egyesület tagjai 130 közönséges denevért, 7 kis patkósdenevért és 6 nyugati piszedenevért figyeltek meg járataiban. 1992 márciusában egy török kori zöld mázas korsó alsó részét találták meg benne Iharos András és Schäfer István Zsolt. A leletet a pápai múzeumnak ajándékozták. 1994-ben Régensperger Tamás 150–200 közönséges denevért észlelt és jegyzett fel. Paulovics és Görföl tanulmánya szerint ez valószínűleg 150 egyed volt. 1995-ben is körülbelül akkora denevér populációja volt. 1998. május 14-től a környezetvédelmi és területfejlesztési miniszter 13/1998. (V. 6.) KTM rendelete szerint a Balaton-felvidéki Nemzeti Park Igazgatóság illetékességi területén, a Bakony hegységben található Hajszabarnai-barlang az igazgatóság engedélyével látogatható. Az 1990-es évek végén ajtóval lezárták.
2002-ben rajzolta meg a barlang (legújabb feltárt részeket is feltüntető) alaprajz térképét Németh Róbert, amelynek elkészítéséhez a barlangot Gyurman Csaba, Húri Péter, Józsa Balázs, Németh Róbert és Szántó Attila mérték fel. A Gyurman Csaba és Németh Róbert által végzett barlangfelmérés felhasználásával elkészült a barlangnak csak az új részeit bemutató alaprajz térkép és két hosszmetszet térkép. Ezt az alaprajz térképet és két hosszmetszet térképet Németh Róbert rajzolta 2002-ben. A barlangfelmérés alapján a barlang hossza 120 m, mélysége 13 m, magassága 5,5 m és függőleges kiterjedése 18,5 m. 2005. szeptember 1-től a környezetvédelmi és vízügyi miniszter 22/2005. (VIII. 31.) KvVM rendelete szerint a Balaton-felvidéki Nemzeti Park Igazgatóság működési területén, a Bakony hegységben található Hajszabarnai-barlang a felügyelőség engedélyével látogatható.
2005. szeptember 1-től a környezetvédelmi és vízügyi miniszter 23/2005. (VIII. 31.) KvVM rendelete szerint a Bakony hegységben lévő Hajszabarnai Pénz-lik fokozottan védett barlang. A 2006. évi MKBT Tájékoztatóban közölve lett, hogy a Bakony hegységben elhelyezkedő Hajszabarnai Pénz-lik fokozottan védett barlang lett. 2007. március 8-tól a környezetvédelmi és vízügyi miniszter 3/2007. (I. 22.) KvVM rendelete szerint a Balatoni Nemzeti Park Igazgatóság működési területén lévő Bakony hegységben elhelyezkedő Hajszabarnai-barlang az igazgatóság engedélyével tekinthető meg.
2013. július 19-től a vidékfejlesztési miniszter 58/2013. (VII. 11.) VM rendelete szerint a Hajszabarnai Pénz-lik (Bakony hegység, Balaton-felvidéki Nemzeti Park Igazgatóság működési területe) az igazgatóság hozzájárulásával látogatható. 2013. augusztus 12-től a belügyminiszter 43/2013. (VIII. 9.) BM rendelete szerint a Veszprém megyei, bakonyjákói, 4412-45 barlangkataszteri számú és 23909 lelőhely-azonosítójú Hajszabarnai Pénz-lik régészeti szempontból jelentős barlangnak minősül. 2015. november 3-tól a földművelésügyi miniszter 66/2015. (X. 26.) FM rendelete szerint a Hajszabarnai Pénz-lik (Bakony hegység) fokozottan védett barlang. 2021. május 10-től az agrárminiszter 17/2021. (IV. 9.) AM rendelete szerint a Hajszabarnai Pénz-lik (Bakony hegység, Balaton-felvidéki Nemzeti Park Igazgatóság működési területe) az igazgatóság engedélyével látogatható. A 13/1998. (V. 6.) KTM rendelet egyidejűleg hatályát veszti.

## További irodalom
- Darnay-Dornyay Béla: Bakony útikalauz. Budapest, Sport, 1955. (1. kiad.) 158. old.
- Jaskó Sándor: A pápai Bakony földtani leírása. A Földtani Szemle melléklete. Budapest, 1935. 41. old.
- Scherer János: Bakonybél és környékének utikalauza. Balatonfüred, 1961. 109. old. (Szerkesztő Zákonyi Ferenc.)